# 430 kilomètres de Suzuka 1991
Navigation
Édition précédente Édition suivante
Les 430 kilomètres de Suzuka 1991, disputées le 14 avril 1991 sur le Circuit de Suzuka ont été la première manche du Championnat du monde des voitures de sport 1991.

## La course

### Classement de la course
Voici le classement officiel au terme de la course,.
- Les premiers de chaque catégorie du championnat du monde sont signalés par un fond jaune.
- Pour la colonne Pneus, il faut passer le curseur au-dessus du modèle pour connaître le manufacturier de pneumatiques.
- Les voitures ne réussissant pas à parcourir 90% de la distance du gagnant sont non classées (NC).

| Pos   | Classe | no | Écurie                                     | Pilotes                            | Châssis                              | Pneus | Tours | Temps                    |
| Pos   | Classe | no | Écurie                                     | Pilotes                            | Moteur                               | Pneus | Tours | Temps                    |
| ----- | ------ | -- | ------------------------------------------ | ---------------------------------- | ------------------------------------ | ----- | ----- | ------------------------ |
| 1     | C1     | 5  | Peugeot Talbot Sport                       | Mauro Baldi Philippe Alliot        | Peugeot 905                          | M     | 74    | 2 h 25 m 01 s 688        |
| 1     | C1     | 5  | Peugeot Talbot Sport                       | Mauro Baldi Philippe Alliot        | Peugeot SA35 3.5L V10 Atmo           | M     | 74    | 2 h 25 m 01 s 688        |
| 2     | C2     | 1  | Team Sauber Mercedes                       | Jochen Mass Jean-Louis Schlesser   | Mercedes-Benz C11                    | G     | 73    | + 1 Tour                 |
| 2     | C2     | 1  | Team Sauber Mercedes                       | Jochen Mass Jean-Louis Schlesser   | Mercedes-Benz M119 5.0L V8 Turbo     | G     | 73    | + 1 Tour                 |
| 3     | C2     | 11 | Porsche Kremer Racing                      | Manuel Reuter Harri Toivonen       | Porsche 962 CK6                      | Y     | 72    | + 2 Tours                |
| 3     | C2     | 11 | Porsche Kremer Racing                      | Manuel Reuter Harri Toivonen       | Porsche Type-935 3.2L Flat-6 Turbo   | Y     | 72    | + 2 Tours                |
| 4     | C1     | 8  | Euro Racing                                | Cor Euser Charles Zwolsman         | Spice SE90C                          | G     | 72    | + 2 Tours                |
| 4     | C1     | 8  | Euro Racing                                | Cor Euser Charles Zwolsman         | Ford Cosworth DFR 3.5L V8 Atmo       | G     | 72    | + 2 Tours                |
| 5     | C2     | 12 | Courage Compétition Trust Racing Team (en) | George Fouché Steven Andskär       | Porsche 962C GTi                     | D     | 71    | + 3 Tours                |
| 5     | C2     | 12 | Courage Compétition Trust Racing Team (en) | George Fouché Steven Andskär       | Porsche Type-935 3.2L Flat-6 Turbo   | D     | 71    | + 3 Tours                |
| 6     | C2     | 18 | Mazdaspeed                                 | David Kennedy Maurizio Sandro Sala | Mazda 787B                           | D     | 71    | + 3 Tours                |
| 6     | C2     | 18 | Mazdaspeed                                 | David Kennedy Maurizio Sandro Sala | Mazda R26B 2.6L 4-Rotor              | D     | 71    | + 3 Tours                |
| 7     | C2     | 17 | Repsol Brun Motorsport                     | Massimo Sigala Jesús Pareja        | Porsche 962C                         | Y     | 70    | + 4 Tours                |
| 7     | C2     | 17 | Repsol Brun Motorsport                     | Massimo Sigala Jesús Pareja        | Porsche Type-935 3.0L Flat-6 Turbo   | Y     | 70    | + 4 Tours                |
| 8     | C2     | 13 | Courage Compétition Nisseki Racing Team    | Paolo Barilla Eje Elgh             | Porsche 962C                         | D     | 66    | + 8 Tours                |
| 8     | C2     | 13 | Courage Compétition Nisseki Racing Team    | Paolo Barilla Eje Elgh             | Porsche Type-935 3.2L Flat-6 Turbo   | D     | 66    | + 8 Tours                |
| 9     | C2     | 14 | Team Salamin Primagaz                      | Antoine Salamin Max Cohen-Olivar   | Porsche 962C                         | G     | 66    | + 8 Tours                |
| 9     | C2     | 14 | Team Salamin Primagaz                      | Antoine Salamin Max Cohen-Olivar   | Porsche Type-935 3.0L Flat-6 Turbo   | G     | 66    | + 8 Tours                |
| Nc.   | C1     | 3  | Silk Cut Jaguar                            | Derek Warwick                      | Jaguar XJR-14                        | G     | 64    | + 10 Tours               |
| Nc.   | C1     | 3  | Silk Cut Jaguar                            | Derek Warwick                      | Cosworth HB 3.5L V8 Atmo             | G     | 64    | + 10 Tours               |
| Nc.   | C2     | 58 | Mazdaspeed                                 | Takashi Yorino Yojiro Terada       | Mazda 787                            | D     | 63    | + 11 Tours               |
| Nc.   | C2     | 58 | Mazdaspeed                                 | Takashi Yorino Yojiro Terada       | Mazda R26B 2.6L 4-Rotor              | D     | 63    | + 11 Tours               |
| Dsq.† | C2     | 16 | Repsol Brun Motorsport                     | Oscar Larrauri                     | Porsche 962C                         | Y     | 71    | Disqualifié              |
| Dsq.† | C2     | 16 | Repsol Brun Motorsport                     | Oscar Larrauri                     | Porsche Type-935 3.2L Flat-6 Turbo   | Y     | 71    | Disqualifié              |
| Abd.  | C1     | 6  | Peugeot Talbot Sport                       | Keke Rosberg Yannick Dalmas        | Peugeot 905                          | M     | 36    | Moteur                   |
| Abd.  | C1     | 6  | Peugeot Talbot Sport                       | Keke Rosberg Yannick Dalmas        | Peugeot SA35 3.5L V10 Atmo           | M     | 36    | Moteur                   |
| Abd.  | C1     | 2  | Team Sauber Mercedes                       | Karl Wendlinger Michael Schumacher | Mercedes-Benz C291                   | G     | 21    | Feu                      |
| Abd.  | C1     | 2  | Team Sauber Mercedes                       | Karl Wendlinger Michael Schumacher | Mercedes-Benz M291 3.5L Flat-12 Atmo | G     | 21    | Feu                      |
| Abd.  | C1     | 4  | Silk Cut Jaguar                            | Teo Fabi Martin Brundle            | Jaguar XJR-14                        | G     | 4     | Problèmes électriques    |
| Abd.  | C1     | 4  | Silk Cut Jaguar                            | Teo Fabi Martin Brundle            | Cosworth HB 3.5L V8 Atmo             | G     | 4     | Problèmes électriques    |
| Nq.   | C1     | 7  | Louis Descartes                            | Philippe de Henning Luigi Taverna  | ALD C91                              | G     | -     | Embrayage, Moteur, Frein |
| Nq.   | C1     | 7  | Louis Descartes                            | Philippe de Henning Luigi Taverna  | Ford Cosworth DFR 3.5L V8 Atmo       | G     | -     | Embrayage, Moteur, Frein |
| Nq.   | C2     | 15 | Veneto Equipe SRL                          | Marco Brand (en) Andrea Filippini  | Lancia LC2                           | D     | -     | Accident                 |
| Nq.   | C2     | 15 | Veneto Equipe SRL                          | Marco Brand (en) Andrea Filippini  | Ferrari 308C 3.0L V8 Turbo           | D     | -     | Accident                 |

† - La Repsol Brun Motorsport n°16 a été disqualifié pour avoir utilisé plus de carburant que sa consommation autorisée de carburant.

## Pole position et record du tour
- Pole position :  Martin Brundle (#3 Silk Cut Jaguar) en 1 min 48 s 084
- Meilleur tour en course :  Derek Warwick (#3 Silk Cut Jaguar) en 1 min 48 s 084

## À noter
- Longueur du circuit : 5,859 km
- Distance parcourue par les vainqueurs : 433,640 km